# Стойкович, Аранджел
Аранджел Стойкович (серб. Аранђел Стојковић; 2 марта 1995, Белград, СРЮ) — сербский футболист, защитник клуба «Партизан», выступающий на правах аренды за «Дебрецен».

## Карьера
На молодёжном уровне Стойкович играл за такие команды как: «Будучност», «Телеоптик» и «Борча». В 2013 году дебютировал за «Борчу» во взрослом футболе. Позже выступал за ОФК и «Спартак».
1 июля 2018 года перешёл в «Войводину».